# Tanjung Agas
Tanjung Agas is een bestuurslaag in het regentschap Ogan Ilir van de provincie Zuid-Sumatra, Indonesië. Tanjung Agas telt 1072 inwoners (volkstelling 2010).